# Vers-sur-Méouge
 Vers-sur-Méouge  là một xã thuộc tỉnh Drôme trong vùng Auvergne-Rhône-Alpes đông nam nước Pháp. Xã Vers-sur-Méouge nằm ở khu vực có độ cao trung bình 810 mét trên mực nước biển.